# Melomys rufescens
Melomys rufescens és una espècie de mamífer rosegador de la família dels múrids. Són rosegadors de petites dimensions, amb una llargada de cap a gropa de 124 a 146 mm, una cua de 145 a 175 mm i un pes de fins a 102 g. Aquesta espècie es troba en bona part de Nova Guinea, a les illes de Salawati, Yapen, Waigeo i en algunes de les illes de l'arxipèlag de Bismarck. Viu en boscos secundaris i degradats, camps agrícoles i pobles, on es poden trobar dins de cases, fins a una altitud de 2.4000 msnm. No s'acostumen a trobar en boscos primaris.